# Udvari bolond

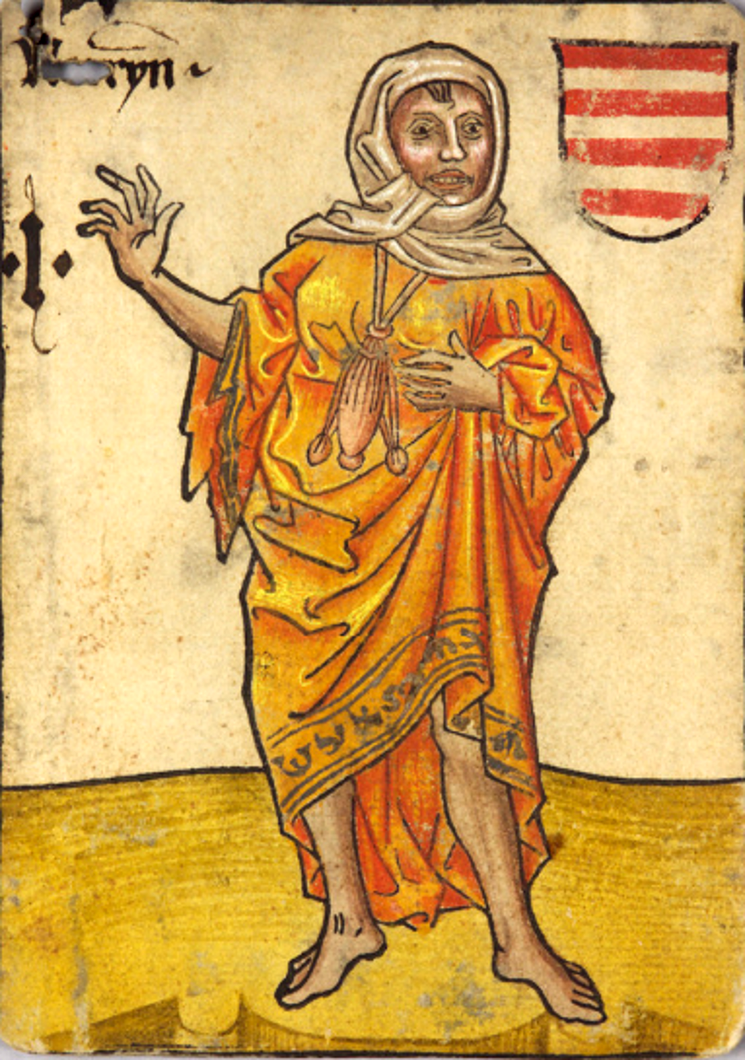
Zsigmond magyar király udvarában létezett Hofämterspiel (Bécsi Udvari Kártya) kártyajáték magyar udvari bolond lapja

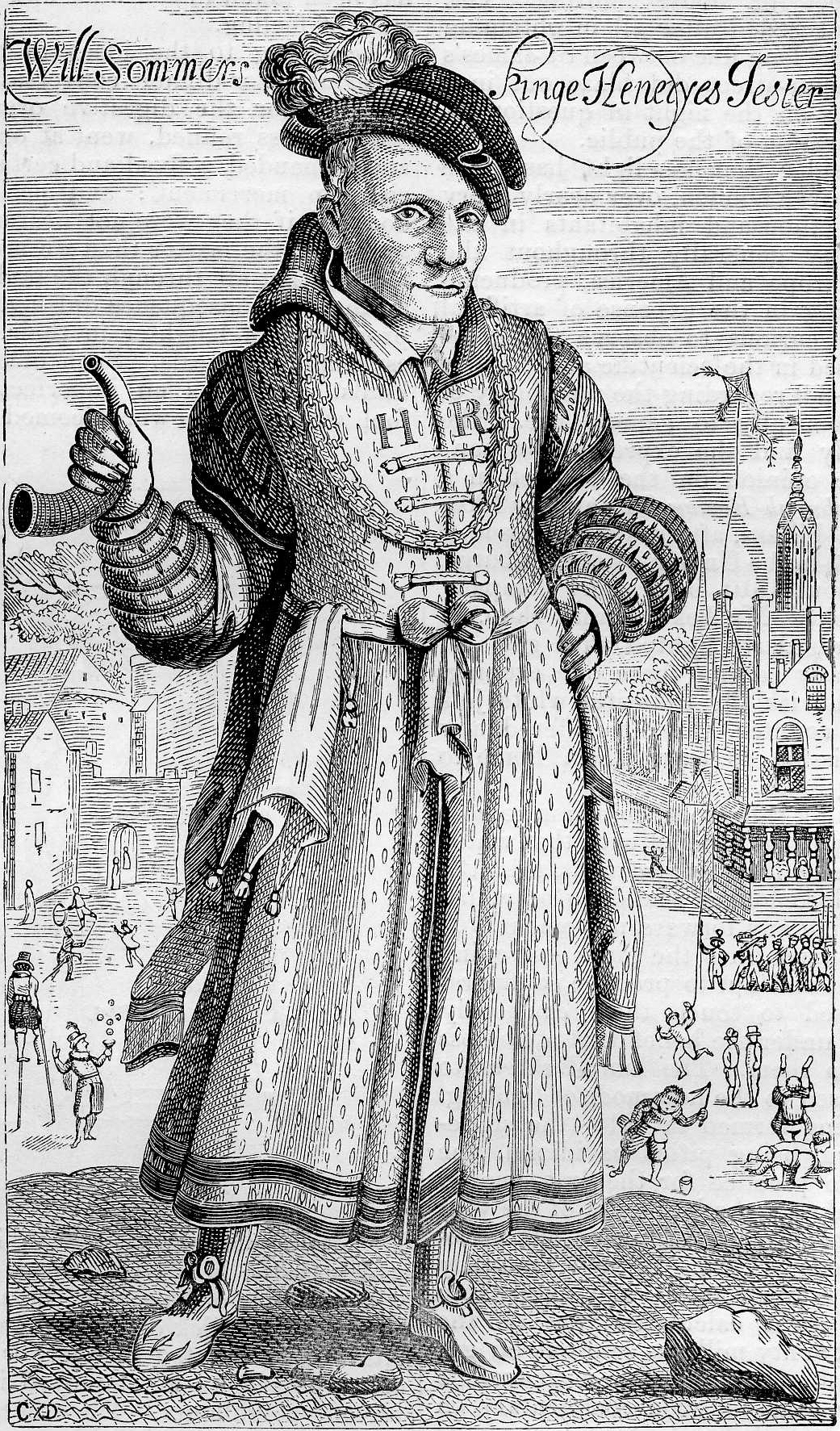
VIII. Henrik angol király bizalmát élvező udvari bolond, Will Somers

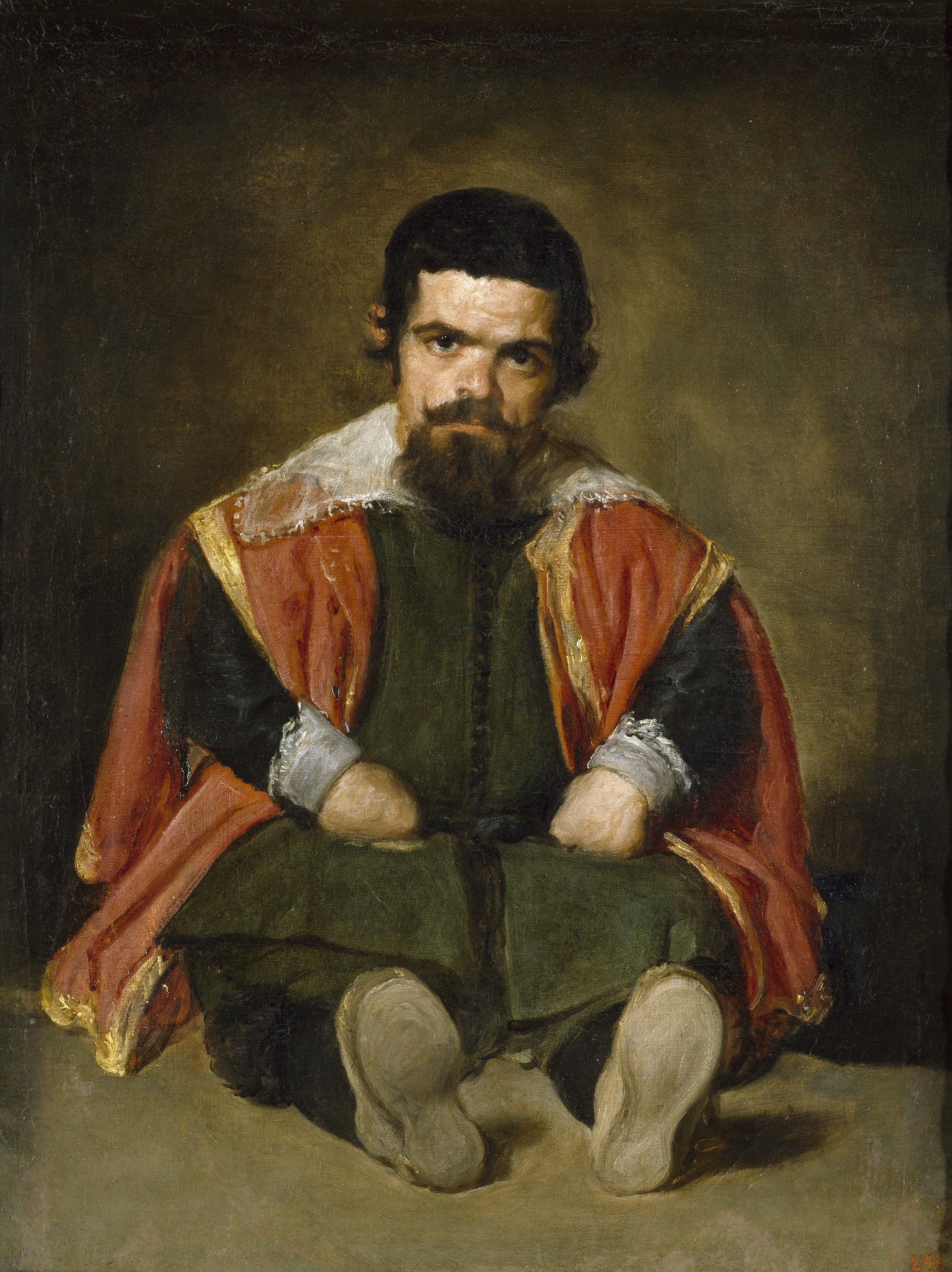
Diego Velázquez: Sebastian de Morra udvari bolond (1645)

Udvari bolondok  már az ókorban is előforduló olyan személyek voltak, akiknek feladatuk volt a nagyurak udvaraiban, különösen lakoma alatt és után, tréfáikkal szórakoztatni. Általában kiváltságos joguk volt az urukat vagy királyukat érintő kényesebb témákat is érinteni, sőt néha ízléstelen vagy pikáns módon tárgyalni. Ennek néha megvolt a maga előnye, mert egy jólsikerült tréfával vidám kedvre hangolva uralkodóját, olyan témák felé irányíthatta annak figyelmét, amelyet más egyéb szerepet betöltő udvaroncnak említeni is tilos volt. William Shakespeare komédiái híressé tették a 16-17. századi udvari bohóckodást.

## A világtörténelem híres bolondjai
Némely udvari bolond szellemessége nemcsak uralkodója szívében, de a történelem lapjain is helyet biztosított magának. Így például Triboulet és utóda Brusquet II. Ferenc francia király udvarában, azután ugyanazon időben Bölcs Frigyes szász választó fejedelem udvarában Klaus Narr, kinek bohóságai több kötetben meg is jelentek. Egy ilyen tréfás történet, hogy a választófejedelem drágakövet vásárolván megkérdezte Klaus Narrt, hogy mire becsüli azt – a bolond találó feleletet adott, mondván: „Oly drága és értékes, amilyenre egy gazdag bolond becsüli, s ahogy megfizeti”.
II. Eduárd angol király Tapasz nevű bolondja tagja volt az uralkodó legszűkebb magánszemélyzetének. Triboulet, XI. Lajos és I. Ferenc francia királyok kivételesen éles elméjű bolondja a források szerint mikrokefáliában szenvedett. Akkora hírnévre tett szert, hogy francia és az olasz irodalom közismert alakja lett. Giuseppe Verdi Rigoletto című operájában Triboulet neve a francia „rigoler” (nevet) igével elegyített formában jelenik meg újra.

## Híres magyar bolondok
A magyar uralkodók is nagy becsben tartották bolondjukat. Zsigmond magyar király Porro nevű bolondja olyan jól gyakorolta hivatását, hogy a király nemesi címmel jutalmazta.
A legenda szerint Stibor pozsonyi ispán várat is építette udvari bolondozója, Beckó kérésére, mivel az igen megnevettette. A történet valóságtartalma részben igazolt, hisz a Beckó nevű településen az ispán valóban komoly munkálatokat végzett, viszont a vár építése már a XII. században megkezdődött.

### Mátyás király bolondja
A hagyomány sokat mesél I. Mátyás magyar király bolondjáról.
Az 1468-i cseh-magyar egyezkedéskor Mátyás király és I. György cseh király a két udvari bolondjukat eresztették egymásnak párbajozni. Antonio Bonfini történetíró szerint  „Jelen volt a pápai legátus is, s nagyon nehezményezte, hogy a hitet a bohócok szerencséjére bízzák. A tréfa oly komolyra fordult, mintha valamennyiük testének és lelkének üdvéért, méltóságáért mérkőztek volna a bohócok.”
"Még különösebb eset történt Brünn (Brno) ostrománál 1468-ban. A szemben álló seregek vezérei – Mátyás, illetve Podjebrád György cseh király – egy nap tárgyalásra ültek össze a két tábor között felállított díszes sátorban. A közös ebéd végeztével egy cseh főnemes azt indítványozta, hogy a felek közti vitás kérdésben döntsön a két király udvari bolondjának párviadala. Erre sor is került, az izgalmakban bővelkedő küzdelmet Bonfini részletesen leírja. A viaskodás majdnem tömegverekedéssé fajult, a két király nehezen tudta kíséretét lecsendesíteni, s végül Podjebrád György elítélte a párbaj ilyen esetben történő alkalmazását."
A szakemberek véleménye is összecseng azzal, hogy Mátyás udvarában a bolond fontos szerepet töltött be, jóval több volt, mint tehetséges mulattató. Egyedül ő léphetett be engedély nélkül a király hálószobájába. Hogy a bolondnak nemcsak a mondák szerint volt jelentős pozíciója Mátyás udvarában, azt egyértelműen megmutatja, hogy a király halálhírét is bolondja, Tibrilli tudatta az urakkal.

### Bolondok Mátyás király után
II. Ulászló budai bolondjainak még ismerjük a nevét: Barkó, Miklós törpe és Megala voltak a király bolondjai. 
Gutthay Mátyásnak 1582-ben Radéczy István egri püspök adományozott nemesi címet, mert ügyesen gyakorolta bolond hivatását.
Mikszáth Kálmán Akli Miklós című regényében I. Ferenc német-római császár császári és királyi mulattatójának történetét dolgozta fel.
Egyes főúri házaknál még a 18., sőt a 19. században is tartottak bohócokat. Így például Szigligeti Ede A dráma és válfajai című drámaelméleti munkájában (Budapest 1877, 447. old.) elmondja, hogy gyermekkorában még látta a nagyváradi prépost grófnak udvari bohócát.
Ennek ellenére elmondható, hogy Mohács után a középkori udvari élet, és ezzel a bolond, mint intézmény megszűnt létezni.

## Társadalmi megítélése, szerepe
„Kimondhatták az igazat, és nyílt sértéseik is pozitív fogadtatásra találtak. A kimondott igazság, ha nem okoz sérelmet, boldoggá tehet, de ezt a képességet az istenek csak a bolondoknak adták" – írta Rotterdami Erasmus A balgaság dicsérete című művében 1509-ben.
A középkori királyi udvar életében a bolond külön intézményt jelentett, a társadalmi struktúra részévé vált. A feudális társadalom szigorú alá-fölérendeltségi viszonyai közt a bolond szerepköre az egyik legszabadabb véleménynyilvánítást tette lehetővé. Pozíciója előjogot és védettséget adott az udvari mulattatónak. Akadt ugyan közöttük testi fogyatékossággal élő, de többségük értelmi képességei átlagon felüliek voltak.